# Glouton et Voraces
Glouton et Voraces (ou K.C. Broyerfer! au Canada francophone) est un jeu vidéo développé par Ed Averett et édité par Philips, sorti sur Videopac en 1981. Le story-line et le gameplay sont largement inspirés de Pac-Man, ce qui vaudra à North American Philips d'être attaqué en justice par Atari. En Amérique du Nord sur Odyssey², le jeu se nomme K.C. Munchkin!, en référence au président de Philips de l'époque, Kenneth C. Menkin. Il a une suite, Crazy Chase (K.C.'s Krazy Chase!), sortie en 1982.

## Système de jeu
Tout comme dans Pac-Man, le joueur doit gober des pilules énergétiques dans un labyrinthe, avec une touche d'originalité : les pilules sont mobiles. Le jeu offre également la possibilité de créer ses propres labyrinthes,.

## Réception
Au Brésil, Crazy Chase a été commercialisé avant son prédécesseur, sous le nom de Come-Come. Glouton et Voraces y est donc étonnamment vendu sous le nom Come-Come II.

### Affaire juridique
Philips sort K.C. Munchkin! sur le marché nord-américain au moment même où Atari obtient une licence pour le jeu d'arcade à succès Pac-Man auprès de Namco et Midway pour produire une adaptation pour sa console Atari 2600. Les similarités entre les deux jeux de labyrinthe, conduisent Atari à poursuivre Philips pour violation du droit d'auteur,.
Atari, Inc. v. North American Philips Consumer Electronics Corp., 672 F.2d 607 (7th Cir. 1982), est l'une des premières affaires juridiques appliquant le droit d'auteur aux jeux vidéo, interdisant la vente du jeu en raison de ses similitudes avec Pac-Man. 

## Suite
En raison du procès, Philips produit rapidement une pseudo-suite, K.C.'s Krazy Chase! (en), connue en Europe sous le nom de Super Glouton ou Crazy Chase, modifiant le gameplay et les éléments graphiques trop proches de Pac Man. Celle-ci remplace K.C. Munchkin! dans les magasins lorsque le jugement force Philips à le retirer de la vente.